# عزیزیه (لیبی)
عزیزیه، لیبی (به عربی: العزیزیة) یک شهرک در لیبی است که در الجفاره واقع شده‌است. عزیزیه ۲۳٬۳۹۹ نفر جمعیت دارد و ۱۱۹ متر بالاتر از سطح دریا واقع شده‌است.